# 에일리언 샘
《에일리언 샘》은 투니버스에서 방영된 대한민국의 드라마이다.

## 소개
행복 초등학교의 2% 부족한 외계인 선생님과 천진난만한 지구인 아이들의 좌충우돌 이야기

## 등장 인물
- 장근석 : 봉샘(럭셔리우스) 역
- 유승호 : 왕해룡 역
- 유현지 : 황세나(헤나티우스) 역
- 제이알 : 마빈 역
- 안소연 : 채유리 역
- 권용운 : 김용식 역
- 송은이 : 옥구슬 역
- 김예령 : 강말자(티나 강) 역
- 김늘메 : 배영환 역
- 박슬기 : 안효리(골지리우스) 역
- 박주연 : 선풍운 역
- 故 김다인 : 나보아 역
- 민병훈
- 故 한경선
- 손영희
- 양재희
- 윤정이
- 김빛나
- 박준하
- 한성진
- 한태호
- 서하늘
- 김찬혁